# Trestoncideres
Trestoncideres – rodzaj chrząszczy z rodziny kózkowatych i podrodziny zgrzypikowych.

## Zasięg występowania
Przedstawiciele tego rodzaju występują w Ameryce Południowej i Środkowej od Kostaryki na północy po Boliwię na południu.

## Systematyka
Do Trestoncideres należą 3 gatunki:
- Trestoncideres albiventris
- Trestoncideres laterialba
- Trestoncideres santossilvai